# Eurobarometer
Eurobarometer-undersökningar är officiella opinionsundersökningar som utförs på uppdrag av Europeiska kommissionen eller Europaparlamentet. Opinionsundersökningarna syftar till att kartlägga medborgarnas åsikter och attityder i frågor som rör unionen eller andra politiska eller sociala frågor.
Sedan 1974 genomförs en standardiserad Eurobarometer-undersökning om medborgarnas syn på bland annat deras egen levnadssituation, unionens och medlemsstaternas politiska institutioner och europeisk integration på uppdrag av kommissionen. Eurobarometer-undersökningarna omfattar även andra opinionsundersökningar som genomförs regelbundet eller oregelbundet om specifika frågor. Till exempel beställer Europaparlamentet regelbundna opinionsundersökningar sedan 2007, särskilt i frågor som rör val till Europaparlamentet.
Antalet deltagare i opinionsmätningarna varierar från mätning till mätning och mellan medlemsstaterna beroende på deras storlek. I regel brukar dock minst 1 000 personer från varje medlemsstat tillfrågas. Antalet deltagande personer brukar vara något högre i de större medlemsstaterna och något lägre i de mindre. Opinionsmätningarna utförs av opinionsinstitut på beställning av Europeiska kommissionen eller Europaparlamentet.